# Alexander Frank
Alexander Frank (* 24. März 1994) ist ein österreichischer Fußballspieler.

## Karriere
Frank begann seine Karriere beim FC Stadlau. 2008 ging er in die AKA Austria Wien. 2011 spielte er erstmals für die Regionalligamannschaft. Sein Bundesliga- und Profidebüt gab er am 26. Spieltag 2014/15 gegen die SV Ried. 2015 wurde er an den Zweitligisten Floridsdorfer AC ausgeliehen. Im Winter 2015 kehrte er zur Austria zurück.
Zur Saison 2019/20 wurde er an den Regionalligisten ASK Ebreichsdorf verliehen. Für Ebreichsdorf kam er zu 18 Regionalligaeinsätzen, in denen er sechs Tore erzielte. Zur Saison 2020/21 wechselte er zum SV Stripfing, brachte es in dieser Saison jedoch nur auf vier Ligaeinsätze und einen -treffer. In der darauffolgenden Spielzeit kam er nur zu einem Kurzeinsatz in der Regionalliga und war die restliche Zeit Stammspieler in der zweiten Mannschaft mit Spielbetrieb in der siebentklassigen 1. Klasse Nord, in der er es bis zur Winterpause auf sieben Tore in zehn Spielen brachte. In der Winterpause 2021/22 schloss er sich dem Wiener Stadtligaklub Union Mauer an.